# Kevin Von Erich
Kevin Ross Adkisson né le 15 mai 1957 à Belleville dans l'Illinois, est un catcheur américain à la retraite, plus connu sous son nom de ring Kevin Von Erich. Il est membre de la famille Von Erich et est célèbre pour avoir travaillé dans la fédération de son père, Fritz Von Erich, la World Class Championship Wrestling. Cette famille a été introduite au WWE Hall of Fame en 2009.

## Football américain
Kevin Adkisson joue au football américain à l'Université du Nord du Texas en tant que fullback, en appui de Gary Smith, jusqu'à ce qu'une blessure mette fin à sa carrière de footballeur et à ses rêves de jouer pour la National Football League.

## Carrière de catcheur

### World Class Championship Wrestling

#### Débuts

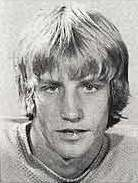
Kevin Von Erich en 1977

Kevin commence à catcher sous le nom de Kevin Von Erich en 1976. Il travaille pendant la majorité de sa carrière dans la fédération de son père, Fritz Von Erich, la World Class Championship Wrestling.

#### Circuit indépendant
Le 2 décembre 1991, seize mois après que son frère, The Texas Tornado a rejoint la World Wrestling Federation, Kevin catche dans un dark match pendant un enregistrement de l'émission WWF Wrestling Challenge à Corpus Christi au Texas, contre Brian Lee.

#### Retraite
Le 3 octobre 2005, Kevin fait une apparition lors de l'émission WWE Raw Homecoming aux côtés d'autre membres du WWE Hall of Fame. Plus tard dans la soirée, Dusty Rhodes et les autres membres sont réunis sur le ring pour un discours lorsque Rhodes est interrompu par Rob Conway. Il est alors passé à tabac et Kevin porte son légendaire Iron Claw devant la foule électrique de Dallas. Jim Ross commente qu'il ne pensait pas qu'il verrait l'Iron Claw une autre fois pendant sa vie.
En 2006, un grand nombre de l'ancien personnel de la World Class Championship Wrestling participe au documentaire Heroes of World Class Wrestling, produit en indépendant sur l’ancienne fédération et la famille Von Erich. Le documentaire inclut des interviews d'Adkisson, Gary Hart, Skandor Akbar, Bill Mercer, Mickey Grant, David Manning, Marc Lowrance et des images d'archive de Chris Adams.
En octobre, Kevin vend les droits de diffusion des émissions d'avant 1988 et le nom de la World Class Championship Wrestling à la World Wrestling Federation. Elle diffuse alors les programmes en syndication dans leur bibliothèque de vidéo à la demande de « WWE Classics On Demand » avec des commentaires de Kevin et Michael « P.S. » Hayes et, plus tard, ils incluent du contenu sur le WWE Network. En 2007, la WWE produit leur propre documentaire sur le territoire, The Triumph and Tragedy of World Class. La même année, Kevin participe au DVD produit par la fédération, The Most Powerful Families in Wrestling dans la partie consacrée à la famille Von Erich.

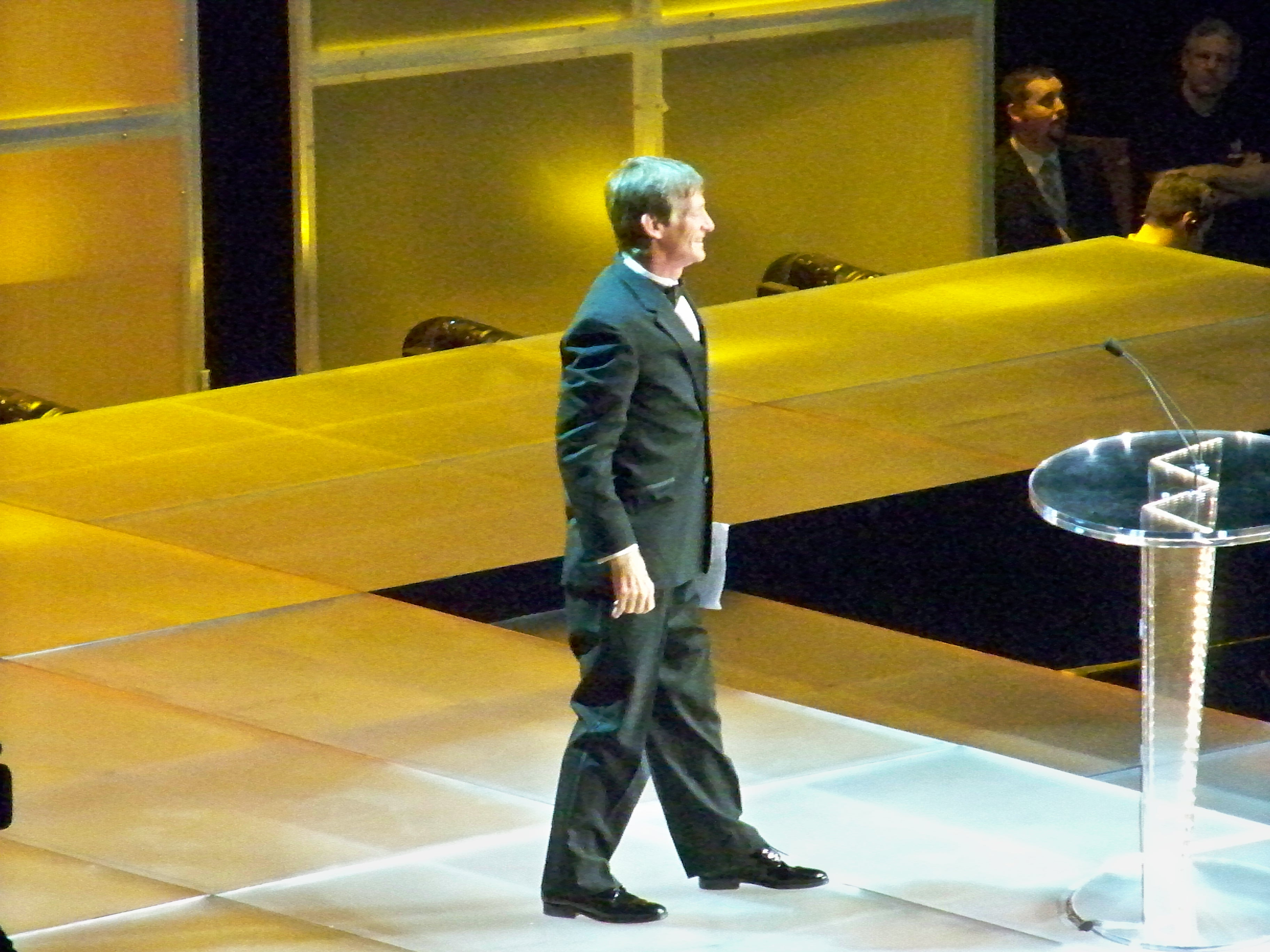
Kevin Von Erich à la cérémonie d'introduction au WWE Hall of Fame en 2009

Le 4 avril 2009, Kevin représente sa famille quand ils sont introduits au WWE Hall of Fame par Michael Hayes.
Le 15 juin 2014, lors de Slammiversary XII, Kevin accompagne ses fils, Ross et Marshall jusqu'au ring pour un match par équipe.
Le 2 avril 2016, il participe à la cérémonie du WWE Hall of Fame pour parler de son rapport aux Fabulous Freebirds.
En juillet 2017, avec ses fils, Ross et Marshall, il catch lors du spectacle Rage Megashow en Israël.

## Vie privée
Adkisson se marie le 1er août 1980 à Pam Adkisson. Ils habitent à Hawaï et gèrent une entreprise familiale d'investissement. Kevin s'occupe aussi d'immobilier commercial et possède les droits de Southwest Sports (le distributeur de World Class Championship Wrestling), qui est plus tard renommé K.R. Adkisson Enterprises. Ensemble, ils ont quatre enfants, Kristen Rain (née le 3 juillet 1981), Jillian Lindsey (née le 10 février 1985), David Michael Ross (né le 1er juin 1988) et Kevin Marshall (né le 11 novembre 1992). Kevin et Pam ont onze petits-enfants ; Kristen et Joseph Nikolas, son mari, ont une fille, Adeline Claire, des jumeaux, Eli et Rush, et deux fils, Abram et Josiah,. Jill est mère de trois filles.
Adkisson est le dernier fils survivant du catcheur Fritz Von Erich et de ses quatre frères catcheurs David, Kerry, Mike et Chris, de même que son grand frère Jack, mort en 1959.

## Au cinéma
Un film biographique sur la famille Von Erich Iron Claw est sorti en 2023 réalisé par Sean Durkin avec Zac Efron dans le rôle principal de Kevin von Erich.

## Jeux vidéo
Adkisson, sous le pseudonyme de Kevin Von Erich, apparaît dans les jeux vidéo Legends of Wrestling, Legends of Wrestling II, Showdown: Legends of Wrestling, WWE 2K17 et WWE 2K18.

## Palmarès
- All Japan Pro Wrestling
  - Champion de l'Asie par équipe (1 fois) - avec David Von Erich[10]

- Cauliflower Alley Club
  - Lou Thesz/Art Abrams Award (2017)[11]

- NWA Big Time Wrestling / World Class Championship Wrestling / World Class Wrestling Association
  - Champion poids lourds américain de la NWA (5 fois)[12]
  - Champion par équipe américain de la NWA (4 fois) - avec David Von Erich (1), Et Halcon (1) et Kerry Von Erich (2)[13]
  - Champion par équipe du Texas de la NWA (2 fois) - avec David Von Erich[14]
  - Champion du monde par équipe de six de la NWA (version texane) (7 fois) - avec David et Kerry Von Erich (2), Fritz et Mike Von Erich (1), Kerry et Mike Von Erich (1) et Kerry Von Erich et Bian Adias(1)[15]
  - Champion du monde par équipe de la NWA (version texane) (1 fois) - avec David Von Erich[16]
  - Champion de la télévision de la WCCW (1 fois)[17]
  - WCWA Texas Heavyweight Championship (2 fois)[18]
  - WCWA World Heavyweight Championship (1 fois)[19]
  - WCWA World Six-Man Tag Team Championship (4 fois) - avec Kerry et Lance Von Erich (1), Mike et Lance Von Erich (1), Chris Adams et Steve Simpson (1) et Kerry Von Erich et Michael Hayes (1)[15]
  - WCWA World Tag Team Championship (3 fois) - avec Kerry Von Erich[20]

- NWA Southwest
  - NWA North American Heavyweight Championship (1 fois)[21]

- Pro Wrestling Illustrated
  - no  78 sur 500 de la liste des meilleurs catcheurs de l'année 1991[22]
  - no  85 sur 500 de la liste des meilleurs catcheurs des années précédentes en 2003[23]
  - no  85 sur 100 de la liste des meilleures équipes des années précédentes, avec Davis, Mike et Kerry Von Erich, en 2003[23]

- St. Louis Wrestling Club
  - NWA Missouri Heavyweight Championship (1 fois)[24]

- Western States Sports
  - NWA Western States Tag Team Championship (1 fois) - avec David Von Erich

- World Wrestling Entertainment
  - WWE Hall of Fame (introcution en 2009 avec la famille Von Erich)

- Wrestling Observer Newsletter
  - Match de l'année (1984) avec Mike et Kevin von Erich contre The Fabulous Freebirds (Buddy Roberts, Michael Hayes et Terry Gordy) dans un « anything goes match » le 4 juillet